# May Ziade
May Ziade (născută Marie Ziade) (în arabă مي زيادة‎; n. 11 februarie 1886, Palestina, Imperiul Otoman – d. 17 octombrie 1941, Cairo, Regatul Egiptului) a fost o scriitoare de origine libanezo-palestiniană și un personaj emblematic pe scena literară arabă în perioada Renașterii arabe la începutul secolului XX. Este cunoscută ca fiind atât o "feministă în spațiul palestinian avant la lettre", cât și "un pionier pentru feminismul oriental" .

## Biografie
S-a născut în Nazaret, Palestina. Tatăl ei Elias Ziade, cunoscut în calitate de editor al ziarului al-Mahrūsah, era un libanez maronit (din familia Chahtoul), iar mama era de origine palestiniană. Cursurile școlii primare le-a urmat în Nazaret. La vârsta de 14 ani a fost trimisă la Aintoura pentru a urma cursurile școlii secundare la o școală franceză din cadrul unei mănăstii pentru fete. Aceste studiile au reprezentat contactul cu literatura franceză, față de care a avut o simpatie deosebită {{cite web|title=Notice sur la poetesse May Ziade. Ulterior a absolvit cursurile mai multor școli romano-catolice din Liban, iar în 1904 a revenit în Nazaret pentru a fi lângă părinții săi. La vârsta de 16 ani a publicat primul său articol.

### Studiile de jurnalism și de limbi străine
În 1908, a emigrat împreună cu familia în Egipt, unde Elias Ziade a fondat ziarul al-Mahrūsah la care May Ziade a contribuit cu un număr însemnat de articole. Autoarea a fost interesată în mod special de învățarea limbilor străine, pe care le-a studiat acasă în paralel cu o educație franco-catolică. Studiile de licență în Limbi Moderne le-a urmat la o universitate locală, absolvind în anul 1917. Din acest motiv,  a dobândit o cunoașterea deplină atât a limbii franceze, cât și a celei arabe, însușindu-și în egală măsură ca instrumente de lucru limbile: engleză, italiană, germană, spaniolă, latină și neogreacă..

### Personaj emblematic al literaturii arabe
Ziade a fost o figură  cunoscută în cercurile literare arabe. În anul 1912 a inaugurat un salon literar ce a fost frecventat de o serie de personalități ale vremii, printre care s-au numărat: Taha Hussein, Khalil Moutrane, Ahmed Lutfi el-Sayed, Antoun Gemayel, Walieddine Yaken, Abbas el-Akkad și Yaqoub Sarrouf. 
Deși nu s-a căsătorit niciodată , începând cu anul 1912 a menținut o corespondență amplă cu Khalil Gibran. În ciuda faptului că acesta locuia la New York, schimbul de scrisori dintre cei doi a durat nuoăsprezece ani, până la moartea acestuia, în 1931. Grație acestor circumstanțe lui Mayi Ziade îi este atribuită introducerea operei lui Khalil Gibran publicului egiptean.

### Trauma și depresia
Între anii 1928 și 1931, Ziade a suferit o serie de traume cauzate de pierderea părinților, a prietenilor, dar mai presus de toate, cea a lui Khalil Gibran. A intrat într-o depresie adâncă și s-a întors în Liban, unde rudele au internat-o într-un spital de psihiatrie, pentru a-și reveni. Cu toate acestea, Nawal El Saadawi susține că Ziade a fost internată în spital din cauza convingerilor sale feministe. După ce și-a recăpătat parțial luciditatea, May Ziade s-a întors la Cairo, unde a și murit la data de 17 octombrie 1941.

## Bazele filosofice

### Feminismul
A fost preocupată în mod special de emanciparea femeii arabe, o sarcină pe care și-a asumat-o luptând în primul rând împotriva ignoranței și apoi împotriva tradițiilor anacronice. A considerat femeile ca fiind elementul de bază al fiecărei societăți umane și a scris despre faptul că o femeie înrobită nu își poate hrăni bebelușul cu propriul lapte când acel lapte miroase puternic a sclavie.
Ea a mai specificat și faptul că evoluția femeii spre egalitate nu trebuie adoptată ca o pierdere a feminității, ci mai degrabă ca un proces paralel. În 1921, a susținut o conferință sub deviza "Le but de la vie" (Scopul vieții), în cadrul căreia a îndemnat femeile arabe să aspire la libertate și să fie deschise față de Occident, cu condiția de a nu neglija propria identitate.

### Romantismul și orientalismul
Cunoscând încă din copilărie curentul romantic, Ziade a fost influențată de gândirea lui Lamartine, de cea a lui Byron, de cea a lui Shelley și nu în ultimul rând de cea a lui Khalil Gibran. Aceste influențe sunt evidente în majoritatea operelor sale care reflectă deseori nostalgia scriitoarei pentru Liban, iar  imaginația sa fertilă, vibrantă, sensibilă este la fel de evidentă ca și misterul, melancolia și deznădejdea.

## Opera
Prima operă publicată a scriitoarei, Fleurs de rêve (1911) a fost un volum de poezie, redactat în franceză, sub pseudonimul de Isis Copia. A scris în primul rând în franceză, în arabă și ocazional în engleză sau în italiană. A publicat ediții critice și biografii, volume de poezie în vers alb, eseuri și romane. A tradus în limba arabă din lucrările mai multor autori europeni printre care: Arthur Conan Doyle din engleză, ’Brada’ (Contesa de origine italiană Henriette Consuelo di Puliga) din franceză și Max Müller din germană. A fost gazda celui mai faimos salon literar din lumea arabă de a lungul anilor 1920 și 1930 în Cairo.
O parte din titlurile reprezentative ale operei sale sunt:
- Al Bâhithat el-Bâdiya باحثة البادية (" Căutător în deșert" pen name of Malak Hifni Naser)
- Sawâneh fatât سوانح فتاة  (Platouri de firimituri )
- Zulumât wa Ichâ'ât ظلمات وأشعة (Umilință și zvonuri...)
- Kalimât wa Ichârât كلمات وأشارات (Cuvinte și semne)
- Al Saha'ef الصحائف (Ziarele)
- Ghayat Al-Hayât غاية الحياة (Sensul vieții)
- Al-Musâwât المساواة (Egalitatea)
- Bayna l-Jazri wa l-Madd بين الجزر والمد (Între flux și reflux)

## Premii
În anul 1999, May Ziade a fost numită de către Ministerul Culturii din Liban, personajul anului, cu ocazia sărbătoririi Beirutului drept capitală culturală a lumii arabe.

## Legături externe
- Lucrări de sau despre May Ziade în biblioteci (catalog WorldCat)
- French, English and Arabic profile of May Ziade  Arhivat în 31 ianuarie 2013, la Archive.is
- https://ar.wikipedia.org/wiki/%D9%85%D9%84%D9%81:Love_letters_from_Khalil_Gibran_to_May_Ziade.jpg
- https://ar.wikipedia.org/wiki/%D9%85%D9%84%D9%81:May_Ziadeh_Playing_Piano.jpg